# Eckhard Jansen
Eckhard Jansen (* 18. Juni 1963 in Wiesbaden) ist ein deutscher Kameramann.

## Leben
Eckard Jansen debütierte 1999 mit dem von Peter Thorwarth inszenierten Bang Boom Bang – Ein todsicheres Ding als Kameramann für einen Langspielfilm. Neben der langjährigen Zusammenarbeit mit Thorwarth arbeitete Jansen auch des Öfteren mit Josh Broecker und Tim Trageser zusammen.

## Filmografie (Auswahl)
- 1997: Was nicht paßt, wird passend gemacht (Kurzfilm)
- 1997: Mafia, Pizza, Razzia (Kurzfilm)
- 1999: Bang Boom Bang – Ein todsicheres Ding
- 2001: Clowns
- 2002: Eine außergewöhnliche Affäre
- 2002: Harte Brötchen
- 2002: Was nicht passt, wird passend gemacht
- 2002–2020: Ein starkes Team (Fernsehserie)
  - 2002:  Kinderträume
  - 2003:  Das große Schweigen
  - 2013:  Die Frau des Freundes
  - 2020: Parkplatz bitte sauber halten
- 2006: Stubbe – Von Fall zu Fall: Verhängnisvolle Freundschaft
- 2005: Stürmisch verliebt
- 2006: Hunde haben kurze Beine
- 2006: Tatort: Das zweite Gesicht
- 2006: Tollpension
- 2007: Das 100 Millionen Dollar Date
- 2007: Ein verlockendes Angebot
- 2007: Tatort: Der Traum von der Au
- 2008: Einer bleibt sitzen
- 2008: Machen wir’s auf Finnisch
- 2009: Der Typ, 13 Kinder & ich
- 2009: Die Freundin der Tochter
- 2009: Tatort: Höllenfahrt
- 2009: Wohin mit Vater?
- 2010: Die Zeit der Kraniche
- 2010: Racheengel – Ein eiskalter Plan
- 2011: Stadtgeflüster – Sex nach Fünf
- 2011: Adel Dich
- 2011: Die Lehrerin
- 2012: Mandy will ans Meer
- 2012: Kommissarin Lucas – Die sieben Gesichter der Furcht
- 2012: Kommissarin Lucas – Bombenstimmung
- 2013: Der große Schwindel
- 2013: Mord in den Dünen
- 2013: Willkommen auf dem Land
- 2014: Neufeld, mitkommen!
- 2014: Kommissarin Lucas – Der nette Herr Wong
- 2014: Kommissarin Lucas – Kettenreaktion
- 2015–2019: Letzte Spur Berlin (Fernsehserie, 6 Folgen)
- 2016: Wolfsland – Tief im Wald
- 2017: Marie Brand und der Liebesmord
- 2017: Eltern allein zu Haus (Fernseh-Trilogie)
  - 2017: Die Schröders (Film 1)
  - 2017: Die Winters (Film 2)
- 2018: Getrieben
- 2018: Tatort: Tod und Spiele
- 2019: Camping mit Herz
- 2019: Mordshunger – Verbrechen und andere Delikatessen: Wie ein Ei dem anderen (Fernsehfilm zur Serie)
- 2022: Tatort: In seinen Augen
- 2022: Der Kaiser
- 2023: Wer füttert den Hasen?
- 2025: Erzgebirgskrimi – Wintermord
- 2025: Erzgebirgskrimi – Die letzte Note